# オビオノスリ
オビオノスリ（帯尾鵟、学名:Buteo albonotatus）は、鳥綱タカ目タカ科ノスリ属に分類される鳥。

## 分布
アメリカ大陸の乾燥地帯。

## 生態
腐肉食のヒメコンドルに擬態して獲物となる小動物を油断させて狩りをする習性がある。